# Leon Łochowski
Leon Łochowski (ur. 11 kwietnia 1938 w Warszawie, zm. 30 sierpnia 2017 tamże) – polski aktor teatralny i filmowy.

## Życiorys
Absolwent Państwowej Wyższej Szkoły Teatralnej w Warszawie (1960). Kierował Służbą Liturgiczną przy grobie ks. Jerzego Popiełuszki.
 Został pochowany na cmentarzu Wawrzyszewskim.

## Role filmowe
- 2009 - Popiełuszko. Wolność jest w nas (Lucjan)
- 1991-1992 - Panny i wdowy
- 1988-1990 - W labiryncie
- 1987 - Rzeka kłamstwa
- 1986 - Zmiennicy
- 1984 - Siedem życzeń
- 1984 - Dzień czwarty (powstaniec)
- 1980 - Miś
- 1980 - Levins Muhle (przemytnik)
- 1969-1970 - Gniewko, syn rybaka (Krzyżak)
- 1964 - Barbara i Jan